# オービック
株式会社オービック（英: OBIC Co., LTD.）は、東京都中央区京橋と大阪市中央区平野町に本社を置く独立系のシステムインテグレーター企業である。主力製品は、会計・人事・給与・販売・管理・生産等（ERP）の各業務を横断する統合業務ソフトウェア「OBIC7」シリーズ。

## 概要
1968年（昭和43年）創業。東京証券取引所プライム市場に上場（証券コード：4684）。JPX日経400、日経300、日経J1000構成銘柄。社名は「Organization for Business Innovation and Communication」に由来する。 
コンサルティングからハードウェア選定、ネットワーク環境構築、システム開発、導入時教育といった情報システムの導入のみにとどまらず、導入後の運用サポート、サプライ品の供給、法改正に関する情報提供などを含めて一貫して行う「ワンストップ・ソリューション・サービス」により非常に高い利益率を誇る。2019年度の営業利益率は53.7％（有価証券報告書2020年3月期）である。また、自己資本比率は90%を超え（有価証券報告書2020年3月期）、無借金経営を続けており財務体質が良い。
オービックが提供する「統合業務ソフトウェアOBIC7シリーズ」は、ERP累計導入社数18年連続No.1の実績を達成し、20,000社以上のシステム構築・業務改善を手がけている。近年はクラウド事業に注力しており、自社運営のクラウドセンターを活用し、システムの短期導入・早期稼働のほか、グループ全体の最適化を迅速かつ安定的に提供している。
創業当初は中古会計機やコンピュータの販売事業を行っており、かつては「コンピュータのオービック」と称していた。2005年（平成17年）登記上の本店を東京へ移しはしたが、現在も大阪の事務所を「大阪本社」と呼称している。
また、経済産業省によって2021年から2024年度に健康経営優良法人に認定されている。
なお、「奉行シリーズ」の開発・販売を行うオービックビジネスコンサルタントはオービックの持分法適用関連会社である。

## 沿革

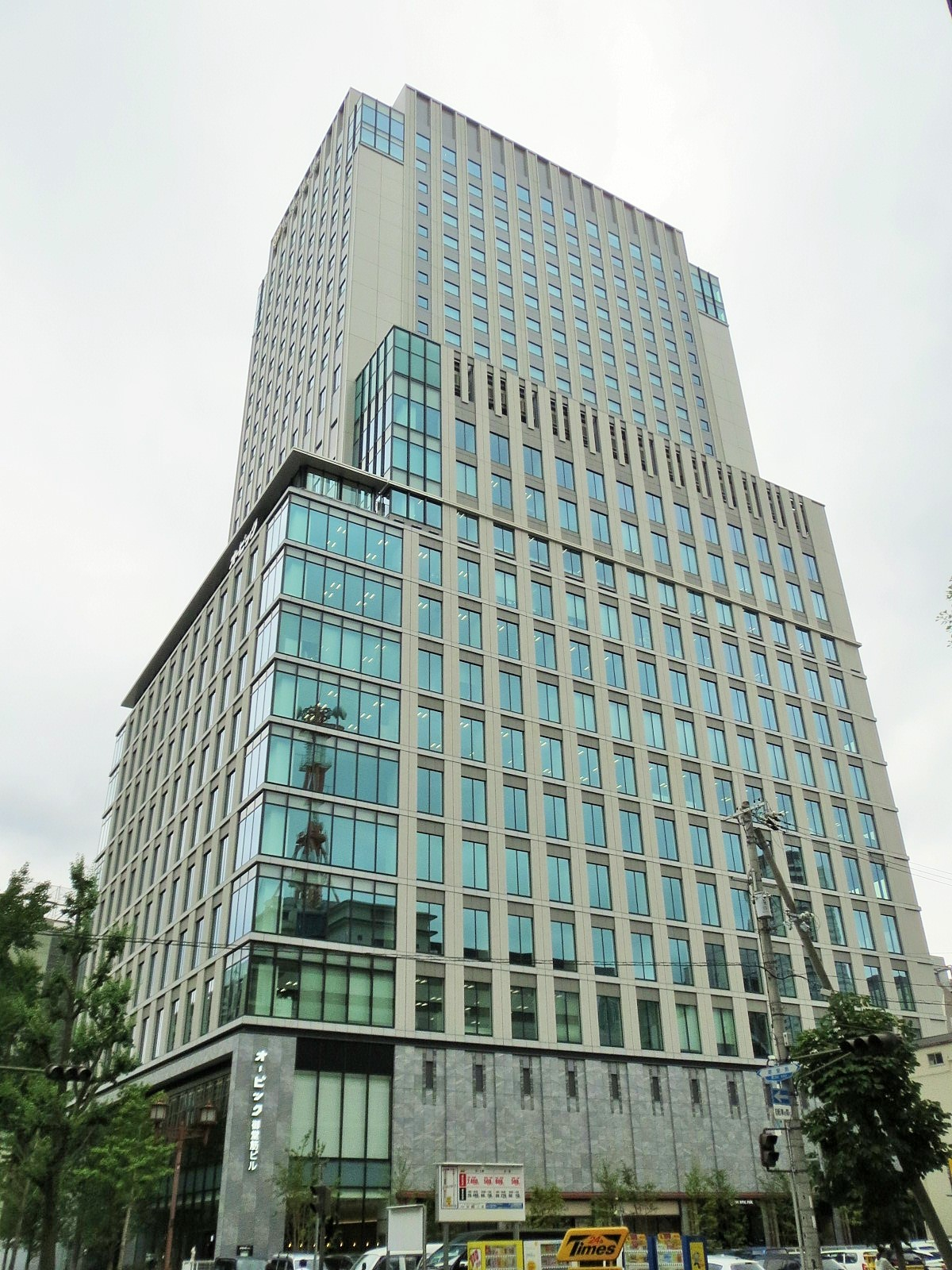
大阪本社が入居するオービック御堂筋ビル

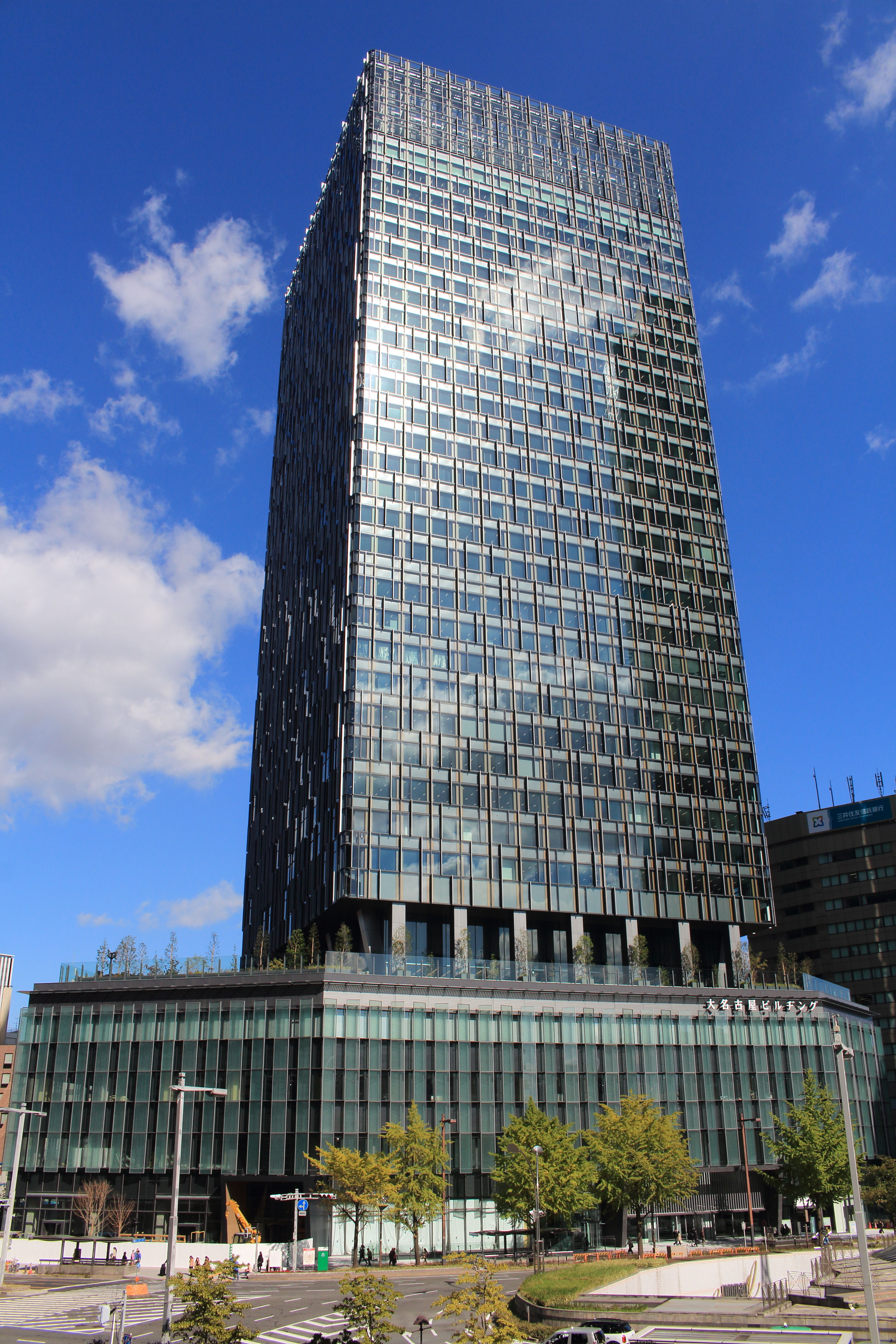
名古屋支店が入居する大名古屋ビルヂング

- 1968年（昭和43年）4月 - 株式会社大阪ビジネスを大阪市西区阿波座南通に設立。
- 1969年（昭和44年）5月 - 大阪市東区常盤町に本店を移転。
- 1971年（昭和46年）11月 - 東京支店（現：東京本社）開設。
- 1972年（昭和47年）8月 - 株式会社オービーシステム設立。
- 1973年（昭和48年）12月 - 名古屋支店開設。
- 1974年（昭和49年）1月 - 株式会社オービックに商号変更。大阪市南区塩町通に本店を移転。
- 1976年（昭和51年）1月 - 東京、大阪2本社制実施。福岡支店開設。
- 1979年（昭和54年）11月 - 大阪市南区順慶町通に本店を移転。株式会社オービックオフィスオートメーション設立。
- 1980年（昭和55年）
  - 8月 - 自社ブランドのオフコン「OFFICE80」を開発。
  - 12月 - 株式会社オービックビジネスコンサルタント設立。
- 1981年（昭和56年）9月 - 株式会社オービックビジネスソリューション設立。
- 1982年（昭和57年）2月 - 大阪市南区南船場に住所表記を変更（住居表示の実施による）。
- 1989年（平成元年）2月 - 大阪市中央区南船場に住所表記を変更（合区実施による）。
- 1996年（平成8年）9月 - 東京都中央区日本橋本町に本店を移転。
- 1998年（平成10年）12月 - 東京証券取引所第2部に上場。
- 2000年（平成12年）3月 - 東証1部に指定。
- 2005年（平成17年）1月 - 東京都中央区京橋に本店を移転。
- 2012年（平成24年）10月 - 完全子会社のオービックシステムエンジニアリング、オービックビジネスソリューションを吸収合併。
- 2013年（平成25年）4月 - オービッククラウドの提供開始。
- 2014年（平成26年）1月 - オービックシーガルズ 4年連続で日本一の栄冠に輝く。
- 2017年（平成29年）
  - 5月 - オービック御堂筋ビル着工。
  - 12月 - 東京トレーニングセンター開設。
- 2018年（平成30年）
  - 1月 - 新サポートセンター開設。
  - 3月 - 「OBIC7シリーズ」累計導入社数2万社突破、16年連続No.1を獲得。
  - 5月 - 新クラウドセンター開設。
  - 12月 - 「OBIC7シリーズ」累計導入社数2万社突破、17年連続No.1を獲得。
- 2020年（令和2年）
  - 1月 - オービック御堂筋ビル竣工（大阪市中央区平野町）
  - 2月 - オービッククラウドアカデミー大阪 開設

## 主な製品

### OBIC7業務・部門ソリューション
- 会計情報システム
- 財務部門向けソリューション
- 人事情報システム
- 給与情報システム
- 就業情報システム
- 販売情報システム
- 生産情報システム
- クラウドソリューション
- OBIC7 連携ソリューション

### OBIC7業種別ソリューション
- 金融機関 OBIC7 Financial
- 卸・物流
- 小売
- サービス業
- 不動産関連
- 製造・設計
- 建設工事
- 各種業種・業務

## 組織

### 事業部
- システムインテグレーション事業
- システムサポート事業
- オフィスオートメーション事業

### 事業所
- 東京本社（東京都中央区）
- 大阪本社（大阪市中央区）
- 横浜支店（横浜市西区）
- 名古屋支店（名古屋市中村区）
- 京都支店（京都市下京区）
- 福岡支店（福岡市博多区）
- 北関東支店（さいたま市大宮区）
- 松本営業所（長野県松本市）

### 保養所
- 軽井沢研修センター
- 淡路島研修センター

### 関連会社

#### 連結子会社
- 株式会社オービックオフィスオートメーション

#### 持分法適用会社
- 株式会社オービーシステム
- 株式会社オービックビジネスコンサルタント
- 株式会社新潟オービックシステムエンジニアリング

## 平均年齢・勤続年数・年収
（有価証券報告書調べ）
- 2020年3月 36.5歳 13.5年 921.6万円

## 提供番組
現在
- ワールドビジネスサテライト - テレビ東京系列、2021年12月現在も提供中。

過去
- JNNフラッシュニュース - 2009年秋までTBS放送分にて当社が長らくスポンサーを務めていた。
- tvkニュース・天気 - 2000年頃までテレビ神奈川（tvk）の平日（金曜除く）の21:50 - 22:00のスポンサーだった。